# Leichtathletik-Weltmeisterschaften 2017/Teilnehmer (Portugal)
| Gelbes Symbol für Goldmedaillen mit stilisierten Olympischen Ringen | Graues Symbol für Silbermedaillen mit stilisierten Olympischen Ringen | Braundes Symbol für Bronzemedaillen mit stilisierten Olympischen Ringen |
| ------------------------------------------------------------------- | --------------------------------------------------------------------- | ----------------------------------------------------------------------- |
| 1                                                                   | —                                                                     | 1                                                                       |

Am 26. Juli 2017 gab der portugiesische Leichtathletikverband Federação Portuguesa de Atletismo (FPAtletismo) die 13 Athletinnen und acht Athleten für die Leichtathletik-Weltmeisterschaften 2017 in London bekannt.

## Ergebnisse

### Frauen

#### Laufdisziplinen
| Athletin           | Disziplin   | Vorlauf     | Vorlauf | Halbfinale         | Halbfinale         | Finale             | Finale             |
| Athletin           | Disziplin   | Zeit        | Platz   | Zeit               | Platz              | Zeit               | Platz              |
| ------------------ | ----------- | ----------- | ------- | ------------------ | ------------------ | ------------------ | ------------------ |
| Lorène Bazolo      | 200 m       | 23,85 s     | 39      | nicht qualifiziert | nicht qualifiziert | nicht qualifiziert | nicht qualifiziert |
| Cátia Azevedo      | 400 m       | 52,79 s     | 39      | nicht qualifiziert | nicht qualifiziert | nicht qualifiziert | nicht qualifiziert |
| Marta Pen          | 1500 m      | 4:10,22 min | 32      | nicht qualifiziert | nicht qualifiziert | nicht qualifiziert | nicht qualifiziert |
| Sara Moreira       | 10.000 m    |             |         |                    |                    | DNS                | DNS                |
| Carla Salomé Rocha | 10.000 m    |             |         |                    |                    | 32:52,71 min       | 28                 |
| Ana Cabecinha      | 20 km Gehen |             |         |                    |                    | 1:28:57 h SB       | 6                  |
| Inês Henriques     | 50 km Gehen |             |         |                    |                    | 4:05:56 h WR       | Gold               |
| Filomena Costa     | Marathon    |             |         |                    |                    | 2:36:42 h SB       | 28                 |
| Catarina Ribeiro   | Marathon    |             |         |                    |                    | DNF                | DNF                |

#### Sprung/Wurf
| Athletin        | Disziplin  | Qualifikation | Qualifikation | Finale             | Finale             |
| Athletin        | Disziplin  | Weite         | Platz         | Weite              | Platz              |
| --------------- | ---------- | ------------- | ------------- | ------------------ | ------------------ |
| Susana Costa    | Dreisprung | 14,35 m PB    | 3             | 13,99 m            | 11                 |
| Patrícia Mamona | Dreisprung | 14,29 m       | 4             | 14,12 m            | 9                  |
| Irina Rodrigues | Diskuswurf | 56,98 m       | 21            | nicht qualifiziert | nicht qualifiziert |

#### Siebenkampf
| Athletin          | Disziplin | 100 m Hürden | Hochsprung | Kugelstoßen | 200 m   | Weitsprung | Speerwurf | 800 m       | Punkte | Platz |
| ----------------- | --------- | ------------ | ---------- | ----------- | ------- | ---------- | --------- | ----------- | ------ | ----- |
| Lecabela Quaresma | Ergebnis  | 13,94 s      | 1,71 m     | 13,48 m     | 25,38 s | 5,88 m     | 36,71 m   | 2:14,06 min | 5788   | 22    |
| Lecabela Quaresma | Punkte    | 987          | 867        | 759         | 852     | 813        | 604       | 906         | 5788   | 22    |

### Männer

#### Laufdisziplinen
| Athlet        | Disziplin   | Vorlauf | Vorlauf | Halbfinale         | Halbfinale         | Finale             | Finale             |
| Athlet        | Disziplin   | Zeit    | Platz   | Zeit               | Platz              | Zeit               | Platz              |
| ------------- | ----------- | ------- | ------- | ------------------ | ------------------ | ------------------ | ------------------ |
| David Lima    | 100 m       | 10,41 s | 37      | nicht qualifiziert | nicht qualifiziert | nicht qualifiziert | nicht qualifiziert |
| David Lima    | 200 m       | 20,54 s | 21      | 20,56 s            | 13                 | nicht qualifiziert | nicht qualifiziert |
| João Vieira   | 50 km Gehen |         |         |                    |                    | 3:45:28 h SB       | 11                 |
| Pedro Isidro  | 50 km Gehen |         |         |                    |                    | 4:02:30 h          | 32                 |
| Ricardo Ribas | Marathon    |         |         |                    |                    | DNF                | DNF                |

#### Sprung/Wurf
| Athlet          | Disziplin      | Qualifikation | Qualifikation | Finale             | Finale             |
| Athlet          | Disziplin      | Weite/Höhe    | Platz         | Weite/Höhe         | Platz              |
| --------------- | -------------- | ------------- | ------------- | ------------------ | ------------------ |
| Diogo Ferreira  | Stabhochsprung | NMH           | NMH           | –––                | –––                |
| Nelson Évora    | Dreisprung     | 16,94 m       | 6             | 17,19 m            | Bronze             |
| Tsanko Arnaudov | Kugelstoßen    | 20,08 m       | 17            | nicht qualifiziert | nicht qualifiziert |
| Francisco Belo  | Kugelstoßen    | 19,47 m       | 29            | nicht qualifiziert | nicht qualifiziert |